# La vocació de Sant Mateu
La vocació de Sant Mateu és un quadre pintat per Caravaggio l'any 1599-1600 i pertany al cicle de la Vida de sant Mateu que li va ser encarregada el 1599 per a decorar la capella Contarelli en l'església romana de San Luigi dei Francesi, on encara es conserva.

## Història
Una dècada abans, el cardenal Matteo Contarelli havia deixat un fons i instruccions específiques per a la decoració d'una capella basada en temes del seu sant patró. La decoració de la cúpula es va començar amb frescos de l'artista manierista de l'època, un dels més populars en aquells dies a Roma, Cavalier D'Arpino, anterior patró de Caravaggio. Però, estant ocupat aquest pintor amb el mecenatge papal i real, el cardenal Francesco del Monte, patró de Caravaggio i prefecte de la Fabbrica de sant Pere (oficina vaticana per a la propietat de l'església) va intervenir perquè Caravaggio aconseguís el seu primer gran encàrrec eclesiàstic.
La Vocació penja al costat oposat de El martiri de Sant Mateu. Entre els dos, a l'altar, hi ha La inspiració de sant Mateu (1602). Mentre el Martiri va ser possiblement el primer a començar-se, la Vocació va ser la primera a acabar-se. L'encàrrec d'aquestes dues pintures laterals daten de juliol de 1599, i el pagament final va ser fet al juliol de 1600. Els tres llenços de Caravaggio a la capella Contarelli representen un canvi decisiu del manierisme idealitzant del que d'Arpino va ser l'últim gran practicant, i l'art nou, més naturalista representat per Caravaggio i Annibale Carracci: van ser molt influents en la seva època.
Va ser una de les primeres pintures religioses, exposades al públic, en la qual es donava una representació realista. Les primeres dues pintures Contarelli van tenir una popularitat immensa, i van situar a Caravaggio entre els principals pintors del nou moviment naturalista a Roma.

## Anàlisi
La pintura representa la història que es narra a l'Evangeli segons sant Mateu (Mateu 9:9): Jesús va veure un home anomenat Mateu, assegut al despatx d'impostos, i li va dir: «Segueix-me», i Mateu es va aixecar i el va seguir.
S'ha executat entorn de dos plànols paral·lels: el superior, ocupat només per una finestra, i l'inferior, en el qual es representa el moment precís en el qual Crist apuntant a sant Mateu i el crida a l'apostolat. El sant està assegut enfront d'una taula amb un grup de persones, vestides com els contemporanis de Caravaggio, com en una escena de taverna. El fet que vesteixin com en l'època del pintor, i siguin pintures realistes, sense cap idealització, transmet la percepció de l'artista de l'actualitat de l'escena, la seva participació íntima en l'esdeveniment representat, mentre que de manera totalment antihistòrica es posen justament a Crist i al mateix sant Pere, embolicats en una túnica atemporal.

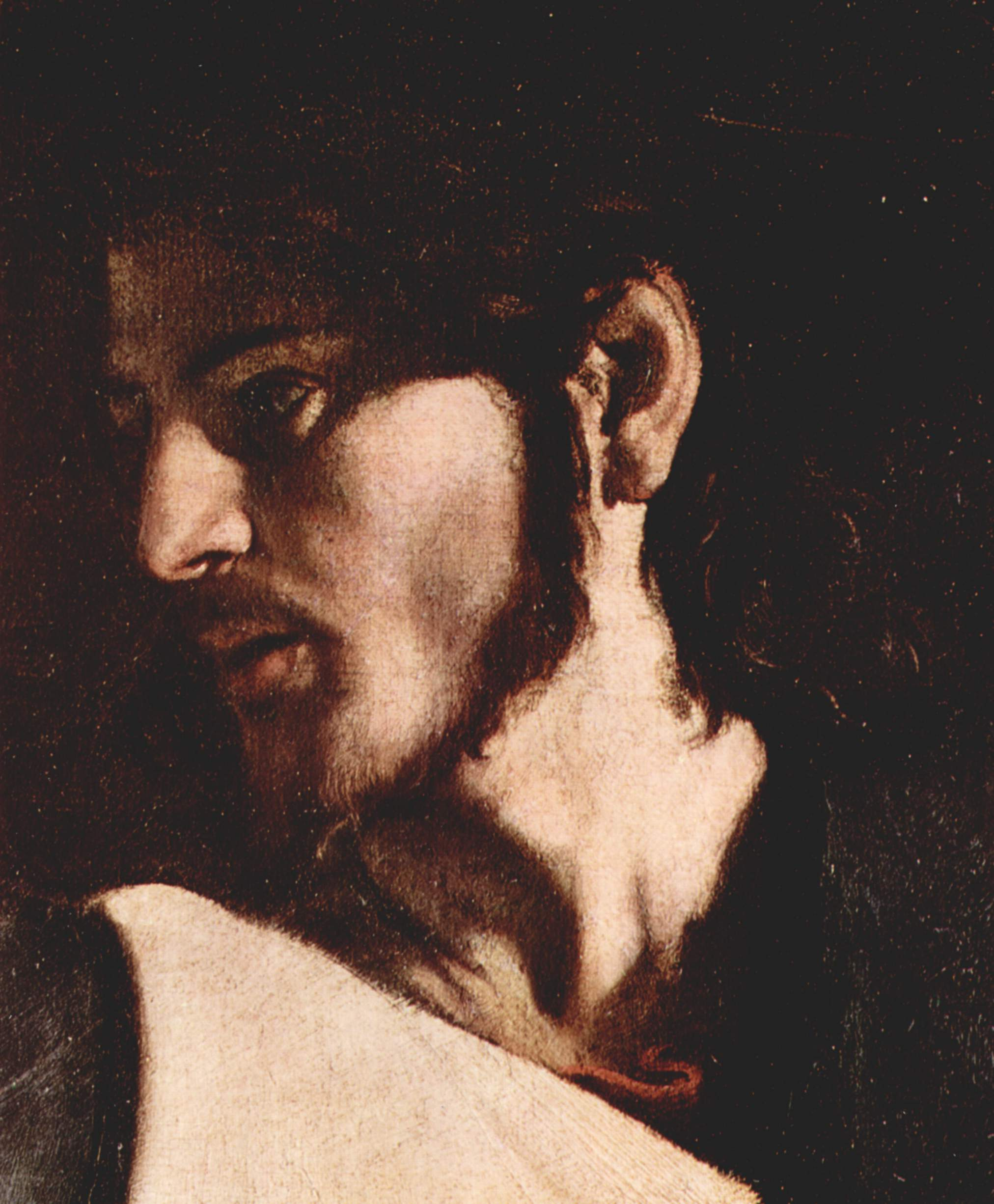
Detall del rostre de Jesús

En aquesta pintura, Crist porta la llum veritable a aquest espai fosc dels recaptadors d'impostos. Per a accentuar la tensió dramàtica de la imatge i focalitzar sobre el grup dels protagonistes l'atenció del que ho mira, recorre a l'expedient de submergir l'escena en una penombra tallada per rajos de llum blanca, que fa emergir els gestos, les mans, o part de la roba, i deixa gairebé invisible la resta.
Aquesta pintura reflecteix així la col·lisió entre dos mons: el poder ineluctable de la fe immortal i l'ambient mundà de Levi, que s'inclina sobre els seus diners, ignorant a Jesús. Els peus nus de Jesús són simplicitat clàssica, en contrast amb els recaptadors empolainats; anant descalç pot simbolitzar igualment santedat, com si estigués en sòl sagrat. Al voltant de l'home que es convertirà en Mateu hi ha altres espectadors, que no ho perceben o que romanen indiferents. No és casual que un dels companys de Mateu dugui ulleres, gairebé com si l'hagués encegat els diners.
De gran intensitat i valor simbòlic, en la Vocació, és el diàleg dels gestos entre Crist, Pere i Mateu. L'audiència de Caravaggio hauria vist la semblança entre el gest de Jesús conforme apunta a Mateu, i el gest de Déu al despertar a Adam a la Capella Sixtina de Miquel Àngel. Així seria Crist el nou Adam. Seguint la línia del braç esquerre de Crist, sembla que es convida a Mateu a seguir-lo al món. «Aquesta clara llegibilitat, tan diferent de tantes pintures manieristes, ... és responsable de l'enorme popularitat d'aquesta obra». Aquest gest de Crist el repeteix sant Pere, símbol de l'església Catòlica que intervé entre el món diví i l'humà, la qual cosa és molt coherent amb l'època de la contrareforma, i és al seu torn repetit per Mateu. És la representació simbòlica de la salvació, que passa a través de la repetició dels gestos instituïts per Crist (els sagraments) i reiterats, en el temps, per l'església.
Gràcies a les radiografies, s'ha pogut saber que en la primera versió no hi era present la figura de sant Pere.